# Ali Ibn Mohammad Sammari
Ali ibn Muhammad al-Samarri (en arabe: علی بن محمد سمری) était le quatrième représentant spécial (na’ib khas) de l’Imam al-Mahdi. Houssain ibn Rouh désigna ‘Ali ibn Muhammad al-Samarri comme son successeur, par accord et ordre du 12e Imam lui-même,. Quelques jours avant la mort d'Ali Ibn Mohammad Sammari en 329/939 une information vint de la part de l'Imam annonçant que dans six jours Ali Ibn Mohammad Sammari mourrait. Il en résulterait que la représentation spéciale de l'Imam cesserait et que l'Occultation majeure (ghaybat-é-Koubrâ) commencerait et continuerait jusqu'au jour où Dieu permettrait à l'Imam de se manifester.

## Députation
Le 4e et dernier Nâïb de l’Imam, pendant sa Ghaybat-é-Soughrâ, fut ‘Ali Ibn Mohammad Sammari. Il assuma sa fonction de 938 à 941, soit pendant seulement 3 ans. D’après Chaykh Kolayni, l’Imam MAHDI lui avait même dévoilé dans une lettre que sa mort allait survenir en 893, ce qui arriva "exactement".

## Mort
Ali Ibn Mohammad Sammari meurt le 15 mai 941 (15 Shâ’bân 329) à Baghdâd. Il fut enterré dans le quartier « Al-Mohawwal », sur la rue « Al-Khalijâni », près du village de Bourâssâh, à l’ouest de la ville.

## Début de la Ghaybat-é-Koubrâ
Une semaine avant son décès, le 4e Nâïb reçut de l’Imam la Tawqi’ suivante: « Au Nom de DIEU, le Tout-Miséricordieux, leTrès Miséricordieux! Que DIEU augmente, grâce à toi, la récompense de tes frères (shi’ites en compensation de l’épreuve que sera pour eux ton décès) : oui, dans six jours, tu rencontreras la mort! Mets donc ordre à tes affaires et ne nomme aucun successeur qui prenne
ta place (comme mon Nâïb) après ton décès, car maintenant, le temps de la Ghaybat complète [Tâmma] (ou de la seconde Ghaybat - Ghaybat-éSâniyâ) est advenu, où il n’y aura pas de Zouhour [manifestation] sinon avec la Permission de DIEU! Et cela n’aura lieu qu’après l’écoulement d’une longue durée [Toul-ilAmad], lorsque les cœurs deviendront durs [Qaswat-oul-Qouloub] et la Terre remplie de violence [Imtilâ’ al-ArzhJawran] ! D’entre mes shi’ites, certains prétendront (m’)avoir vu (reconnu). Attention, celui qui prétendra (m’)avoir vu (reconnu) avant la rébellion de Soufyâni [Khourouj-é-Soufyâni] et le Cri (du Ciel) [Çayh], celui-là est un menteur et un imposters o!
Il n’y a de Grandeur et de Puissance qu’en DIEU, le Très-Haut, le Majestueux! »,
Six jours plus tard, alors qu’il agonisait, le 4e Nâïb fut questionné par les principaux Wakil qui s’étaient rassemblés autour de son lit : « Qui sera votre successeur? » « Désormais,répondit-il, l’affaire est entre les "Mains" de DIEU ; IL la conduira LUI-même! [Lillâh-il-Amro Houwâ Bâlighouh] » Ce furent là les dernières paroles qu’on entendit de lui ! Dans cette Tawqi’, l’Imam avait prédit à son 4e Nâïb sa mort prochaine d’ici six jours, ce qui arriva effectivement ! Cette prédiction était une preuve "solide" pour les chiites que l’auteur de cette lettre était bien l’Imam lui-même. D’ailleurs, l’Imam avait aussi prédit à ses trois premiers Nâïb« l’heure exacte » de leur mort ! Cette Tawqi’ fut donc la dernière lettre de l’Imam adressée à son 4e Nâïb.